# Elisabeth Blomqvist
Anna Charlotta Elisabeth Blomqvist, född 17 februari 1827 i Helsingfors, död där 9 juni 1901, var en finländsk skolledare. Hon var föreståndare för Svenska fruntimmersskolan i Helsingfors från 1865 till 1898.

## Tidigt liv
Elisabeth Blomqvist var dotter till professorn i lärdomshistoria vid universitetet i Helsingfors, Alexander Blomqvist, och guvernanten Christina Charlotta Harring. Hon var syster till Anton Gabriel Blomqvist. Hon utbildades i den skola som hölls av hennes moster Anna "Anette" Harring i föräldrahemmet och vars elever bestod av barn från föräldrarnas umgängeskrets. Fadern avled 1848, och modern öppnade 1850 i kompanjonskap med sin syster Anette en flickskola, Blomqvistska skolan. Elisabeth Blomqvist var liksom sin syster Alexandra, anställd som lärare vid moderns skola. När modern avled senare samma år och även mostern avled 1852, fick Elisabeth Blomqvist själv ta ansvaret för skolan och sina syskon. Denna skola var en enkel mamsellskola med två kurser inredd i hemmet. 
Elisabeth Blomqvist var även intresserad av konst och deltog med en målning i Konstföreningens vårutställning 1854, som fick god kritik.

## Blomqvistska skolan
Åren 1856-58 reste hon med sina syskon till Frankrike och Tyskland för att studera skolsystemen inför grundandet av en egen, permanent skola vid sin återkomst. Vid återkomsten till Finland 1858 öppnade hon sin skola igen, denna gång som en mer seriös skola snarare än en mamsellskola. Hon lät anställa manliga lärare med formell utbildning och erbjöd en sexårig kurs i religion, Allmän och Finlands historia, aritmetik, naturkunnighet, svenska (ämneskrivning, grammatik och litteratur), finska, franska, tyska, engelska, skrivning, teckning, sång, handarbete och gymnastik. Detta var en betydligt mer utförlig utbildning än vad som gavs av de flesta skolor för flickor under denna tid. Blomqvist var engagerad i den då livliga utbildningsdebatten, och arrangerade lärarkonferenser som blev välbesökta. Hon stödde Uno Cygnaeus åsikt att Finlands flickskolelever, som kom från överklassen och därmed var svenskspråkiga, borde lära sig tala finska för att ta sig över den barriär som skilde dem från den finska allmänheten. Hon fann det dock svårt att konkurrera med stadens statliga skolor, som framgångsrikt konkurrerade med hennes skola om lärarna.
Trots att en debatt om utbildning för flickor hade lett till grundadet av Svenska fruntimmersskolan i Helsingfors 1844, existerade ingen utbildning av kvinnliga lärare i Finland. Blomqvist engagerade sig i frågan och startade 1861 en sådan kurs i sin skola, som då blev den första i Finland. 
Elisabeth Blomqvist ansökte 1863 om statsunderstöd för sin lärarinnekurs. Vid denna tid hade förståndaren för Svenska fruntimmersskolan i Helsingfors, Amalia Ertman, just avlidit, och hennes ansökan avslogs med förslaget att hon i stället skulle söka tjänsten som föreståndare för Svenska fruntimmersskolan, där hon sedan kunde införa även en lärarinnekurs.

## Föreståndare för Svenska fruntimmersskolan
1864 övertog Elisabeth Blomqvist ledningen av Svenska fruntimmersskolan i Helsingfors som dess föreståndare. Hennes utnämning var inte okontroversiell: trots att den förra föreståndaren hade varit kvinna, hade en stor del av skolledningen önskat att en man skulle utses, eftersom man vid denna tid präglades av de tyska utbildningsidéerna, där kvinnor ansågs olämpliga som skolföreståndare.
Vid sidan av sitt arbete som föreståndare behöll hon Blomqvistska skolan fram till att den upplöstes 1869. Redan 1865 gjorde hon en studieresa till Tyskland och Schweiz, där hon även studerade skolor för pojkar. Som föreståndare för en statlig skola deltog hon i Pedagogiska föreningen och allmänna skolmöten från 1866, och blev en aktiv röst inom utbildningsfrågor och reformer i kvinnors utbildning, som då var ett aktuellt ämne. Hon uppvaktade beslutsförfattare om att avlägsna bestämmelsen att endast elever ur över- och medelklassen fick gå i de statliga flickskolorna, en begränsning som också togs bort 1872. Hon talade också för att acceptera elever födda utom äktenskapet. Hon motsatte sig skolans trånga, mörka och osunda lokaler, och kunde efter åtskilliga förbättringar slutligen få en ny skolbyggnad 1885. Hon motsatte sig att något av ämnena skulle ges på finska språket, en metod som då började användas i pojkskolor för att göra finskan mer känd, men stödde däremot att finska språket infördes som ett eget obligatoriskt ämne. Under hungersnöden och tyfusepidemin 1868 anordnade hon konserter och lotteri till förmån för de nödlidande. Hon införde skolutflykter, som sedan blev vanliga. 1876 deltog skolan med elevarbeten i allmänna industri- och konstutställning i Helsingfors och fick där silvermedalj.
Elisabeth Blomqvist gjorde sig högt förtjänt om lärarinneutbildningen bland annat genom att 1868 öppna ett seminarium, Privata lärarinneklassen, med tvåårig lärarkurser för kvinnor. Denna övertogs 1886 av staten under namn av Svenska fortbildningsläroverket, där hon blev föreståndare samt lärare i pedagogik och psykologi. 1873 gjorde hon en studieresa i Sverige, Danmark, Tyskland och Schweiz.
Från 1870-talet engagerade sig Blomqvist aktivt i kvinnorörelsen. Den första kvinnan hade 1870 accepterats som student på universitetet, men bara med särskild dispens. Blomqvist hade sedan länge varit kritisk mot att det enda yrke som fanns öppet för utbildade kvinnor var den som lärare, och stödde kravet att andra yrkesmöjligheter skulle öppnas för kvinnor för ett tillfredsställande liv för henne som individ snarare än som enbart hustru och mor, en tanke som fick sitt genombrott under 1880-talet, och hon stödde tanken med samundervisning, då den första samskolan grundades i Finland 1883.